# بلک لیبل
بلک لیبل (انگلیسی: The Black Label) شرکت نشر موسیقی کره‌ای است، که در سال ۲۰۱۵ تأسیس شد.